# Het Dubbeld Ancker

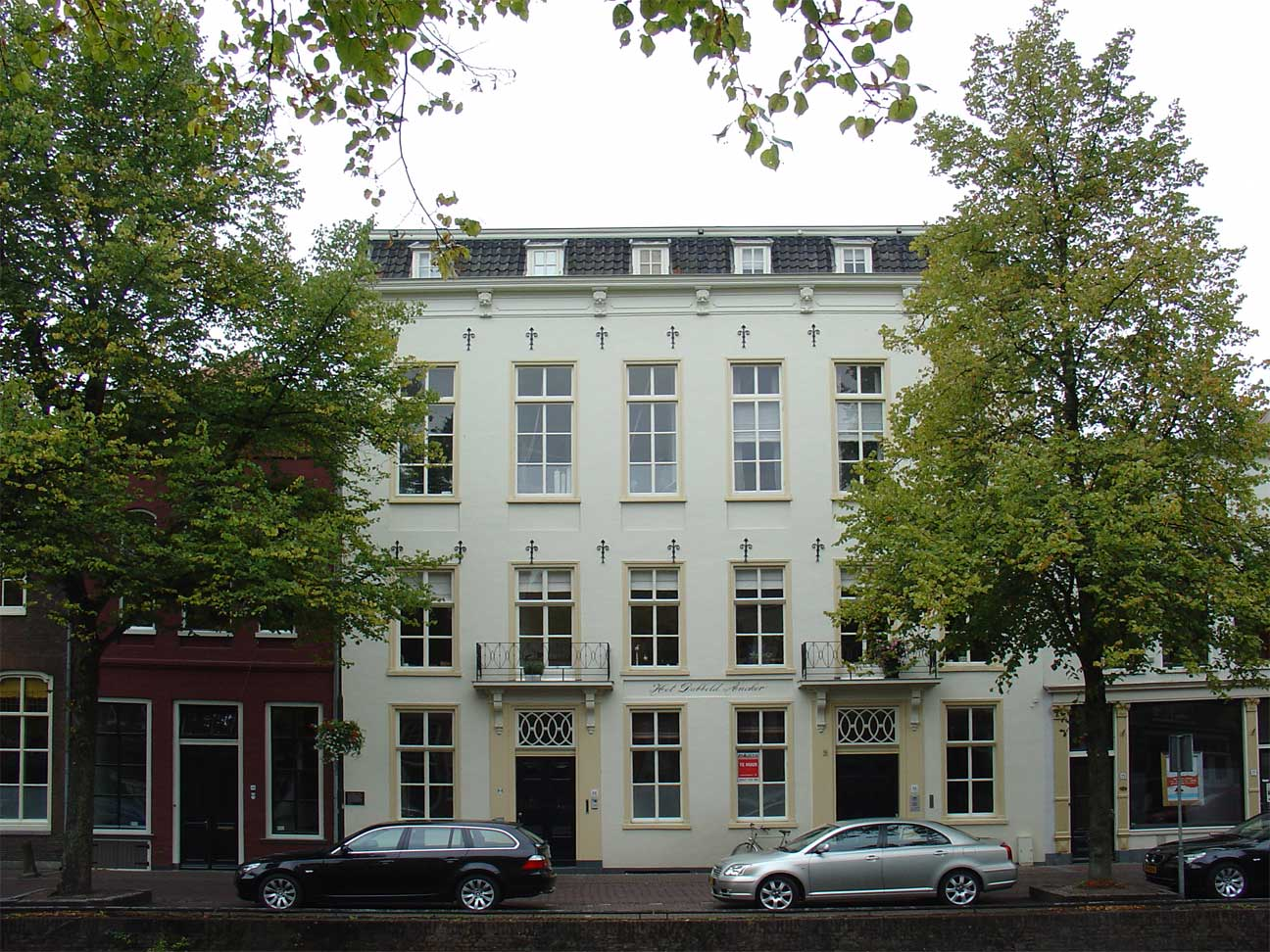
Het Dubbeld Ancker aan de Westhaven te Gouda

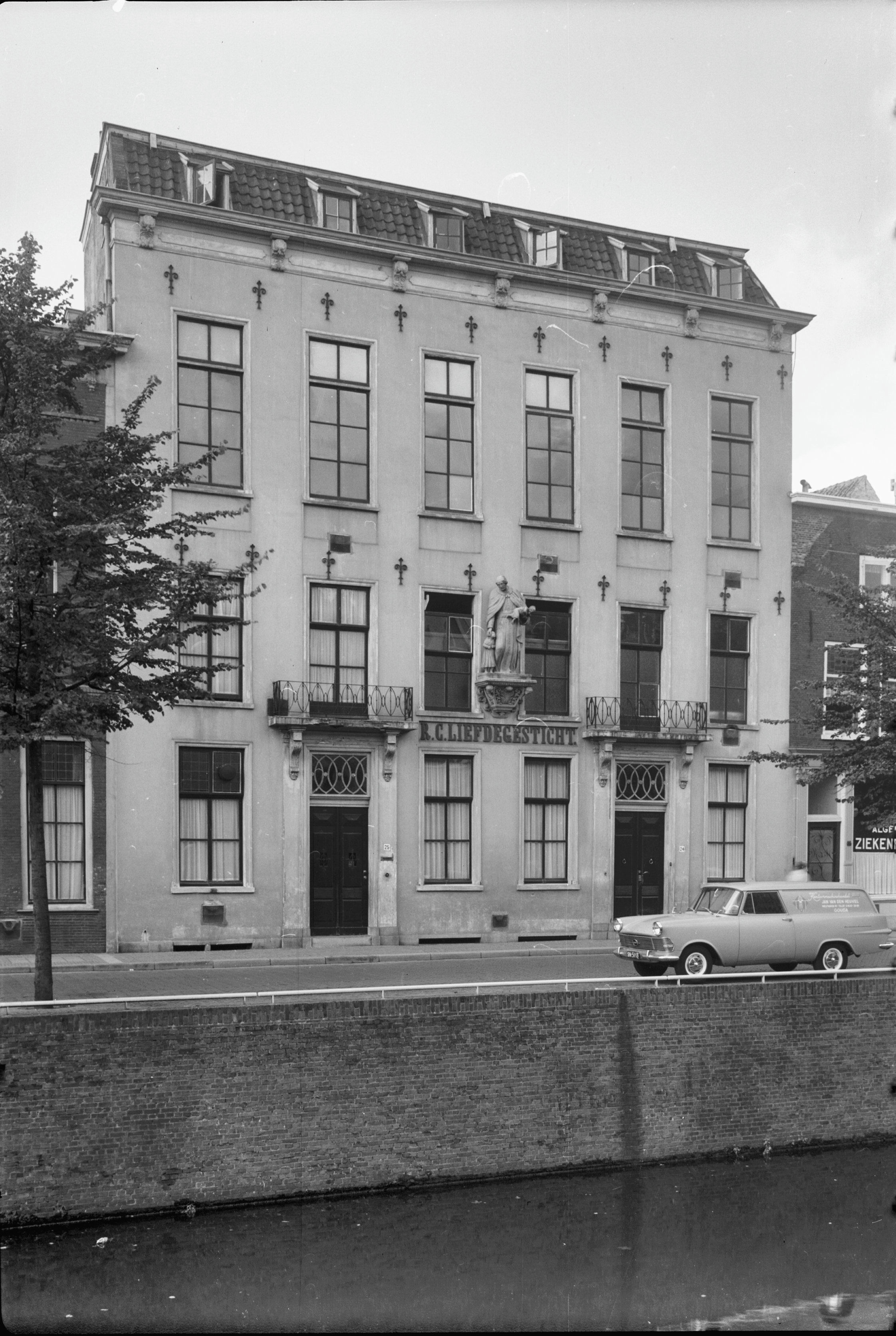
het Liefdadigheidsgesticht of Dubbeld Ancker aan de Westhaven in Gouda

Het Dubbeld Ancker was een patriciërswoning aan de Westhaven 24 in de  Nederlandse stad Gouda.  
De woning Het Dubbeld Ancker dateert uit het begin van de 18e eeuw, toen drie middeleeuwse woningen op die plaats werden samengevoegd tot één woning. De naam "Ancker" verwijst naar de wijn- of bierhandel. In de 18e eeuw was het pand in het bezit van de Goudse regent Frederik van der Hoeven en vervolgens van zijn schoonzoon Jacob Kumsius. In het pand was in die tijd de bierbrouwerij "Het dubbeld Anker" gevestigd. De empirestijlgevel dateert uit 1800. Tot in het begin van de 19e eeuw was er op deze plaats nog een mouterij annex bierbrouwerij gevestigd. Halverwege de 19e eeuw werd het rooms-katholieke Liefdadigheidsgesticht (van de Rooms-Katholieke Inrichting van Liefdadigheid) in het pand gevestigd. In het gebouw kwam een nonnenklooster van de zusters Franciscanessen uit Oudenbosch. De zusters verzorgden in het gebouw het onderwijs aan rooms-katholieke meisjes in Gouda. Het naastgelegen pand op nummer 25 werd in 1879 als kapel bij het complex betrokken. Rond 1910 werd het gebouw, met behoud van de bestaande gevel, door een nieuw gebouw vervangen. In de zeventiger jaren van de 20e eeuw werd het gebouw bestemd voor de opvang van gastarbeiders bij een vleeswarenbedrijf in Gouda.